# Hierodula werneri
Hierodula werneri es una especie de mantis de la familia Mantidae.

## Distribución geográfica
Se encuentra en Australia, isla Aru e islas Kai.